# Gelchsheim
Gelchsheim (unterfränkisch: Gelxi) ist ein Markt im unterfränkischen Landkreis Würzburg und ein Mitglied der Verwaltungsgemeinschaft Aub.

## Geographie
Gelchsheim liegt in der Region Würzburg im südlichen Teil des Ochsenfurter Gaus.

### Gemeindegliederung
Gelchsheim hat drei Gemeindeteile (in Klammern der Siedlungstyp):
- Gelchsheim (Hauptort)
- Oellingen (Pfarrdorf)
- Osthausen (Kirchdorf)

Es gibt die Gemarkungen Gelchsheim, Oellingen und Osthausen.

## Geschichte

### Bis zur Gemeindegründung
Gelchsheim ist nachweislich über 800 Jahre alt, nach der Ortsnamenforschung sicher noch wesentlich älter. Der Siedlungsname ist 1136 als Goulichsheim bezeugt. Die ursprüngliche Anlage des Schlosses geht auf die Zeit der früheren Gaugrafen von Hohenlohe zurück. Es war teilweise schon seit 1219 im Besitz des Deutschen Ordens. Im Lauf der Zeit gewann der Orden die Gemeindeherrschaft und errichtete dort einen Amtssitz. Gelchsheim gehörte zur Deutschordensballei Franken, die wiederum ab 1500 ein Teil des Fränkischen Reichskreises war. Der Ort war bis in die erste Hälfte des 19. Jahrhunderts befestigt und neben Aub eine wichtige Zoll- und Geleitstätte der Handelsstraße von Nürnberg nach Frankfurt am Main. Gelchsheim war mit dem Deutschen Orden – besonders zu der Zeit, in der Mergentheim Residenz des Hoch- und Deutschmeisters war – eng verbunden.
Bayern stellte das Amt Gelchsheim 1805/06 unter Zwangsverwaltung, 1809 wurde der Deutsche Orden dann aufgelöst. 1810 fiel Gelchsheim bei Grenzbereinigungen an das Großherzogtum Würzburg des Erzherzogs Ferdinand von Toskana, mit dem es 1814 endgültig an Bayern zurückfiel. Im Jahr 1818 entstand die politische Gemeinde.

### Eingemeindungen
Im Zuge der Gebietsreform in Bayern wurden am 1. Mai 1978 die Gemeinden Oellingen und Osthausen eingegliedert.

### Einwohnerentwicklung
- 1910: 0587 Einwohner (Volkszählung am 1. Dezember 1910)
- 1961: 1144 Einwohner (Volkszählung am 6. Juni 1961)[4]
- 1970: 0974 Einwohner (Volkszählung am 27. Mai 1970)[4]
- 1987: 0855 Einwohner (Volkszählung am 25. Mai 1987)
- 1991: 0873 Einwohner
- 1995: 0929 Einwohner
- 2000: 0917 Einwohner
- 2005: 0848 Einwohner
- 2010: 0790 Einwohner
- 2015: 0801 Einwohner

Im Zeitraum 1988 bis 2018 sank die Einwohnerzahl von 841 auf 801 um 40 Einwohner bzw. um 4,8 %. 1996 hatte der Markt 939 Einwohner.
Quelle: BayLfStat

## Politik

### Gemeinderat

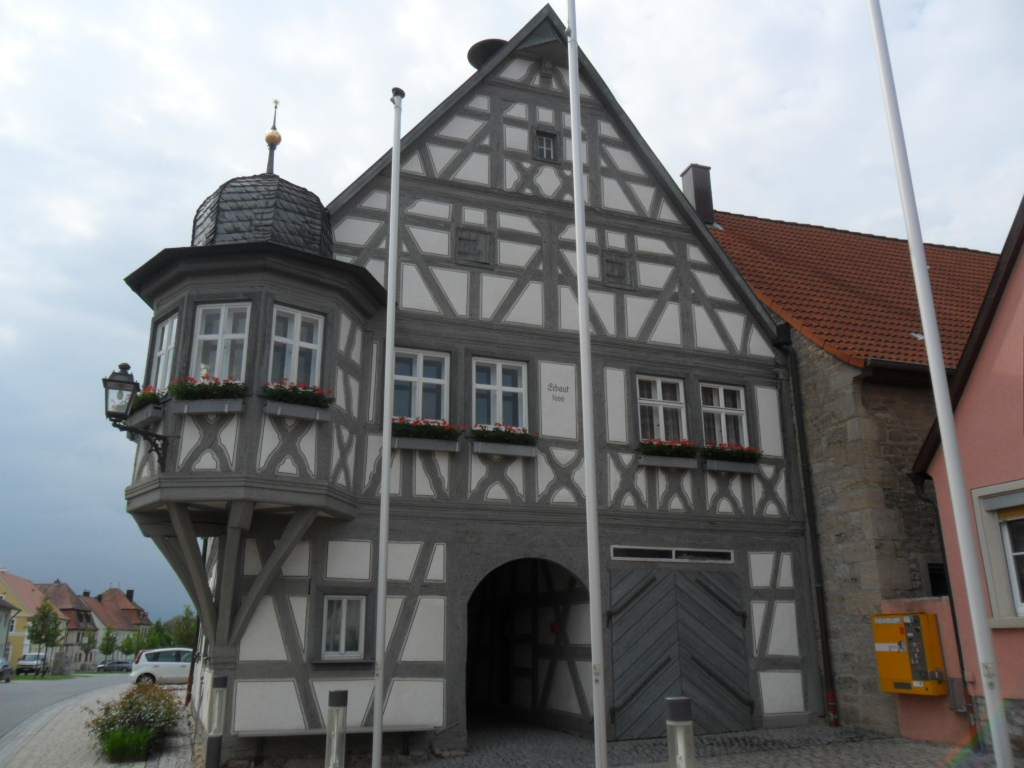
Rathaus Gelchsheim

Der Gemeinderat setzt sich seit der Gemeinderatswahl am 15. März 2020 zusammen aus fünf Räten der Gelchsheimer Liste (4999 Stimmen) und drei Räten der Wählergemeinschaft Oellingen-Osthausen (2550 Stimmen). Gegenüber der vorigen Amtszeit (2014–2020) musste die Gelchsheimer Liste einen Sitz an die Wählergemeinschaft Oellingen-Osthausen abgeben. Zusätzlich gehört dem Gemeinderat der Bürgermeister an.

### Bürgermeister
Roland Nöth (Gelchsheimer Liste) ist seit 1. Mai 2020 ehrenamtlicher Erster Bürgermeister; dieser wurde am 15. März 2020 bei einer Wahlbeteiligung von 73,2 % mit 56,5 % der Stimmen gewählt. Seine Vorgänger waren
- bis April 2008 Klaus Hennig (Gelchsheimer Liste)
- Mai 2008 bis April 2020 Hermann Geßner (Gelchsheimer Liste)

### Wappen
| Wappen von Gelchsheim | Blasonierung: „Gespalten von Silber und Gold; vorne ein durchgehendes schwarzes Kreuz; hinten auf silberner Mondsichel stehend die golden gekrönte Gottesmutter im blauen Mantel und roten Untergewand, auf dem linken Arm das nackte Jesuskind, dessen Kopf von Strahlen umgeben ist.“ |
| Wappen von Gelchsheim | Wappenbegründung: Beide Schildhälften weisen auf den Deutschen Orden. Vorne steht das Ordenswappen, hinten dessen Schutzpatronin, die Heilige Mutter Gottes. Der Ritterorden ist seit 1219 in Gelchsheim belegt und kam 1401 in den Besitz der Burg. Er richtete hier ein Amt ein, das nach dem Bauernkrieg in das örtliche Wasserschloss verlegt wurde. Der Ort erlebte unter seiner Herrschaft eine große Blüte, ein prächtiges Rathaus entstand 1660. Der Deutschmeister Walter von Cronberg verlieh 1538 mit Wappenbrief dem Schultheißen, dem Dorfmeister, dem Gericht und der ganzen Gemeinde das Wappen. Im Schrifttum des 19. Jahrhunderts steht die Madonna in blauem Feld. Dieses Wappen wird seit 1538 geführt. |

## Baudenkmäler
Als Baudenkmäler hervorzuheben sind

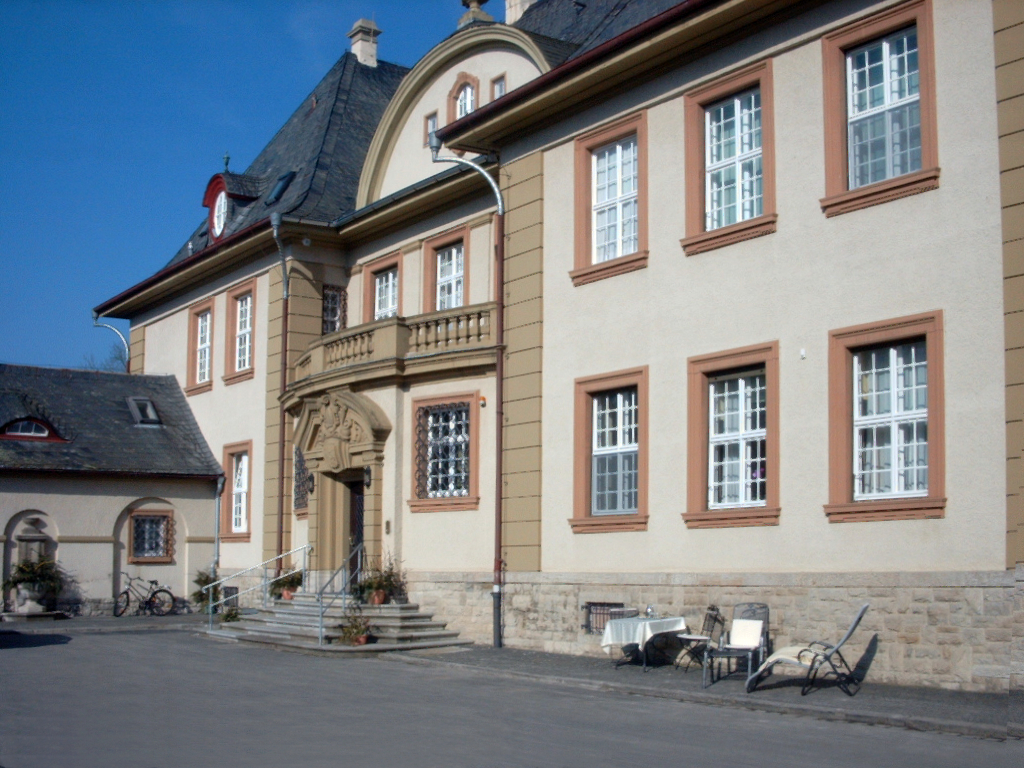
Schloss Gelchsheim, jetzt Klinik für Naturheilkunde

- das Rathaus von 1666, ein Renaissance-Fachwerkbau mit auffallendem Eckerker
- die katholische Kapelle St. Johannes Nepomuk, ehemalige Wallfahrtskirche „Zum gegeißelten Heiland“, ein barocker Saalbau mit eingezogenem Chor und Dachreiter mit Zwiebelhaube, erbaut 1754–1757 von Franz Joseph Roth
- das ehemalige Schloss, anstelle einer ehemaligen Wasserburg 1369 erstmals genannt, seit 1401 Amtssitz des Deutschen Ordens, ab 1809 Privatbesitz, heute Therapiezentrum für Naturheilkunde

## Wirtschaft und Infrastruktur

### Wirtschaft
Es gab 2014 nach der amtlichen Statistik im Bereich Land- und Forstwirtschaft, Fischerei drei und im Bereich Öffentliche und private Dienstleister 31 sozialversicherungspflichtig Beschäftigte am Arbeitsort. Sozialversicherungspflichtig Beschäftigte am Wohnort gab es insgesamt 348. Im verarbeitenden Gewerbe gab es keinen Betrieb, im Bauhauptgewerbe fünf Betriebe. Im Jahr 2016 gab es 34 landwirtschaftliche Betriebe mit einer landwirtschaftlich genutzten Fläche von insgesamt 1272 Hektar; davon waren 1257 ha Ackerfläche und 15 ha Dauergrünfläche.

### Verkehr
Der Ort Gelchsheim besaß bis 1992 einen Bahnhof an der stillgelegten Gaubahn, die von Ochsenfurt nach Weikersheim führte.

### Bildung
Im Jahr 2018 gab es in der Gemeinde einen Kindergarten mit 44 Kindergartenplätzen und 35 Kindern. Ferner besteht die Rupert-Egenberger-Schule (Schule zur individuellen Lernförderung) und die Maria-Stern-Schule (Schule für Sprachbehinderte).

### Vereine
In Gelchsheim sind zahlreiche Vereine aktiv.

## In Gelchsheim geboren
- Johann Michael Feder (1753–1824), katholischer Geistlicher und Hochschullehrer in Würzburg
- Ignaz Ising (1845–1919), Balneologe und Badearzt